# Charles de Thiennes de Lombise

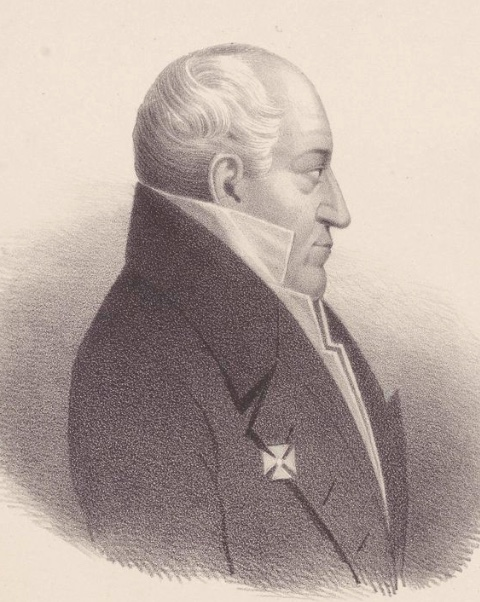
Charles de Thiennes de Lombise

Charles Ignace Philippe graaf de Thiennes de Lombise (* 27. April 1758 in Lombise, Lens, heute: Provinz Hennegau, Belgien; † 18. August 1839 ebenda) war ein aus dem heutigen Belgien stammender niederländischer konservativer Politiker, der von 1814 bis 1815 Generalkommissar für Justiz sowie 1815 Generalkommissar für die Aufsicht und Aufgaben der Polizei der provisorischen Regierung war. Nach Gründung des Königreichs der Vereinigten Niederlande bekleidete er zwischen 1815 und 1818 das Amt als erster Präsident der Ersten Kammer der Generalstaaten und hatte diese Funktion bis 1830 im jährlichen Wechsel mit dem aus Nordholland stammenden Willem Frederik Röell inne. Am 16. September 1815 wurde er zudem Staatsminister und Mitglied des Kabinetts. Als gemäßigter Politiker der südlichen Provinzen des Königreichs der Vereinigten Niederlande war er zunächst zu König Wilhelm I. loyal. Allerdings gehörte er zu den Anführern der Belgischen Revolution von 1830 und wurde deshalb seines Amtes als Staatsminister enthoben.

## Leben
Charles Ignace Philippe Graf de Thiennes de Lombise, dessen Vater Mitglied der Stände des Hennegau war, wurde am 1. Dezember 1780 Mitglied der Ritterschaft von Hennegau und am 20. Dezember 1790 auch Richter am Kammergericht des Hennegau in Mons. Er befand sich 1794/1795 im Exil in Arnhem.
Er übernahm im August 1814 das Amt als Generalkommissar für Justiz (Commissaris-generaal van justitie) in der provisorischen Regierung und danach 1815 Generalkommissar für die Aufsicht und Aufgaben der Polizei (Commissaris-generaal voor het toezicht en beleid der politie). Zugleich gehörte er 1815 als Mitglied dem Verfassungsausschuss (Grondwetscommissie) an. Nach Gründung des Königreichs der Vereinigten Niederlande wurde er am 21. September 1815 Mitglied der Ersten Kammer der Generalstaaten (Eerste Kamer der Staten-Generaal), des Oberhauses des Parlaments (Generalstaaten), und gehörte dieser bis zum 20. Oktober 1830 an.
Im September 1815 wurde Graf de Thiennes de Lombise erster Präsident der Ersten Kammer (Voorzitter Eerste Kamer der Staten-Generaal) und bekleidete dieses Amt bis Oktober 1818. Danach hatte er diese Funktion im jährlichen Wechsel mit dem aus Nordholland stammenden Willem Frederik Röell inne, so dass er von 1819 bis 1820, 1821 bis 1822, 1823 bis 1824, 1825 bis 1826 sowie vom 15. Oktober 1827 bis zum 20. Oktober 1828 inne. Am 19. Oktober 1829 übernahm er noch einmal das Amt des Präsidenten der Ersten Kammer bis zum 13. September 1830, woraufhin Charles-Alexandre de Gavre seine Nachfolge antrat. 1821 verteidigte er als einer der wenigen aus dem Süden stammenden Mitglieder der Ersten Kammer den Verfassungsgesetzentwurf des Ministers Jean Henry Appelius.
Als gemäßigter Politiker der südlichen Provinzen des Königreichs der Vereinigten Niederlande war er zunächst zu König Wilhelm I. loyal. Allerdings gehörte er neben Leonard Pierre Joseph burggraaf du Bus de Gisignies, Melchior Joseph François Ghislain baron Goubau d’Hovorst und Charles Joseph hertog d’Ursel zu den Anführern der Belgischen Revolution von 1830 und wurde deshalb wie diese am 18. Oktober 1830 seines Amtes als Staatsminister enthoben. Durch die Heirat seines Sohnes war er mit dem Adelsgeschlecht De Merode-Westerloo verbunden.